# Неманская область
Неманская область (лит. Nemuno sritis), также известная как Южно-Литовская область или Область Южной Литвы (лит. Pietų Lietuvos sritis) — структурная единица повстанческого движения в Литве, контролируемого Союзом борцов за освобождение Литвы. Назван по имени реки Неман.

## История
Область образована в апреле 1946 года по решению командиров округа Дайнавы и округа Тура — Юозасом «Казимерайтисом» Виткусом и Зигмасом «Миколасом Йонасом» Друнгой, которые объединили все районы в единую область.

## Структура
- Округ Дайнавы[лит.], до 16 мая 1946 года носил имя «Округ А» (ноябрь 1945 — август 1952)[2]
- Округ Тура[лит.] (15 августа 1945 — июнь 1952)[2]

## Командиры
| Имя командира        | Прозвище                   | Сроки                            | Примечания |
| -------------------- | -------------------------- | -------------------------------- | ---------- |
| Юозас Виткус         | Казимерайтис               | Апрель — 2 июля 1946             | Убит в бою |
| Доминикас Ечис       | Дуб (Ажуолис)              | 1 ноября 1946 — 11 августа 1947  | Убит в бою |
| Адольфас Раманаускас | Ястреб (Ванагас)           | 11 августа 1947 — 19 января 1950 |            |
| Сергиюс Станишкис    | Литас, Антанайтис, Вильтис | 19 января 1950 — 3 февраля 1953  | Убит в бою |